# Panorama móvil

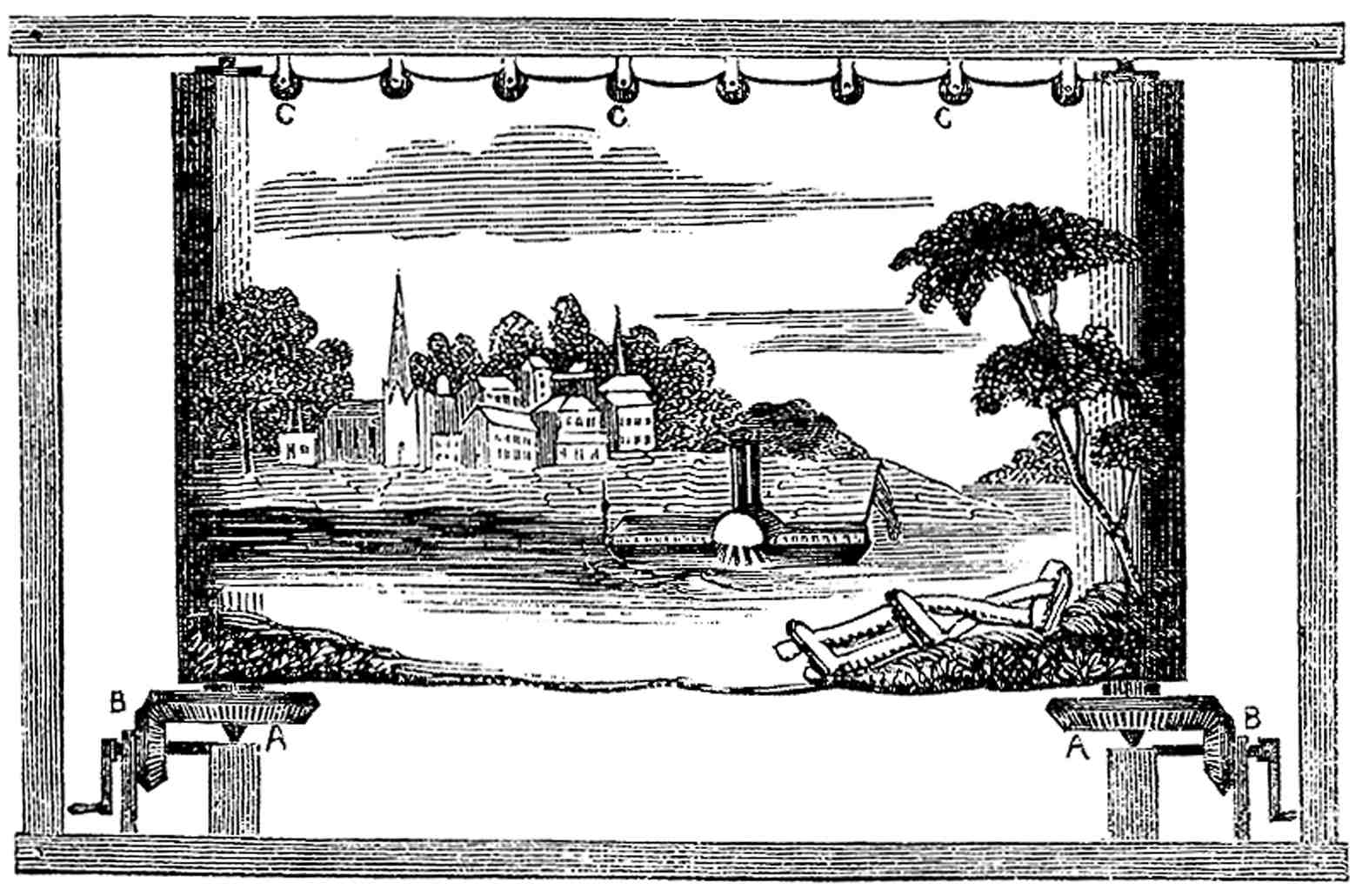
1848 ilustración de un panorama móvil diseñado por John Banvard.

El panorama móvil era un pariente, más en concepto que en diseño, de pintura panorámica, pero probado para ser más duradero y entretenido que su correspondiente fijo e inmenso.

## Historia
A mediados del siglo XIX, el panorama móvil era una de las opciones más populares de diversión en el mundo, con centenares de panoramas constantemente presentados en los Estados Unidos, el Reino Unido y muchos otros países europeos. Los panoramas móviles eran a menudo vistos en publicaciones melodramáticas. Se convirtió en un nuevo elemento visual para el teatro y ayudó a incorporar una calidad representativa más realista. No solo fue un efecto especial en esta etapa, sino que también constituyó un predecesor del medio de entretenimiento cinematográfico.
El término "panorama" deriva de las expresiones griegas “para ver” y “todo.” Robert Barker, un pintor de escenas irlandés, acuñó el término con su primer panorama de Edimburgo, mostrado en un edificio del Leicester Square en 1791. Esta atracción era extremadamente popular entre las clases medias y más bajas por la capacidad de ofrecer la "ilusión de transportarse" al espectador a una ubicación completamente diferente que, posiblemente, nunca habían visto.
Las pinturas panorámicas produjeron un incremento de la demanda en Europa y América a mediados del siglo XIX, por esta razón, estas pinturas enormes que comenzaron a ser mostradas en lugares no especializados, como salas comunitarias o iglesias, finalmente, se presentaron en teatros que permitieron evolucionar las pinturas a panoramas móviles.

## Técnica
Los panoramas móviles funcionaban haciendo girar o desenrollar una escena de tela pintada continua alrededor de dos grande bobinas que se fijaban detrás del telón. El lienzo se solía enrollar detrás de un objeto o pieza fija en el escenario como una barca, un caballo o un vehículo, con el afán de crear la ilusión de movimiento a través del espacio. El inmenso "carrete" era amarrado detrás de la audiencia, escondido tras un proscenio que impedía que el público viera el mecanismo. Robert Fulton obtuvo en Francia una patente del panorama en 1799, acreditado por su labor ayudando a crear el mecanismo de funcionamiento del panorama móvil, combinando, así, la tecnología de la Revolución Industrial con el arte a fin de obtener un beneficio.
Aun así, estas pinturas no fueron panoramas en su verdadera forma. A diferencia de la pintura panorámica, el panorama móvil casi siempre tuvo un narrador que describía las escenas cuando pasaban y añadía comentarios a la obra de los acontecimientos que él había vivido. Uno de los narradores más exitosos fue John Banvard, cuyo panorama del Río Misisipi obtuvo tal éxito internacional que gracias a los beneficios adquiridos, consiguió una de las mayores fortunas de la época. En Gran Bretaña, Moisés Gompertz visitó diversas provincias en las que presentó gran variedad de panoramas desde la década de 1850 hasta la de 1880.
Estos panoramas móviles fueron aceptados en Nueva York, donde encantó el género melodramático de las pinturas, las cuales usaron tecnologías modernas. William Dunlap, primer historiador de teatro de América, entre otras cosas, fue encargado en 1827 por el Bowery Theatre de Nueva York para escribir, un poco a regañadientes, Un Viaje al Niágara, una comedia social satírica, específicamente para un ya existente pintura de un viaje en barco de vapor por el río Hudson hacia las Cataratas del Niágara. La producción fue extremadamente popular, dado el espectacular escenario móvil.
El concepto de arte cinematográfico es una evolución directa del concepto de un panorama móvil. El primer uso del desplazamiento del fondo en el cine fue una hipotética proyección. Esta técnica, por ejemplo, se utilizó mientras se grababa a los actores en un coche estático, en que se proyectaba en el fondo unas imágenes en movimiento para dar la sensación de desplazamiento del vehículo. Hoy en día, disponemos de una tecnología digital mucho más realista capaz de crear esta ilusión de movimiento. Muchas de las proyecciones en movimiento que podemos ver hoy en los cines y teatros, han evolucionado a partir de este concepto de panorama en movimiento del siglo XIX.

## Temas populares
Los panoramas móviles (o a veces dioramas móviles) a menudo recreaban ceremonias magníficas. En Filadelfia en 1811, se presentó una obra de tela pintada de casi 400 metros que se desenrollaba para mostrar la Procesión Federal de 1788 y el acto de coronación de George IV en Londres fue plasmado como un "Gran Panorama Histórico" por los hermanos Marshall.
Los viajes y paisajes exóticos también eran temas populares, concretamente lugares de India, Nueva Zelanda y las regiones Árticas. En cuanto a los temas populares de América, se pintaba sobre viajes en los grandes ríos como el del Mississippi de Banvard o el del Niágara de Dunlap y sobre la gran ciudad de Nueva York.
Un narrador explicaba las escenas que se mostraban delante de la audiencia mientras se tocaban piezas de música, normalmente al piano. En Estados Unidos, los panoramas móviles se popularizaron a partir de la década de 1850, en que se presentaron casi todas las noches obras y espectáculos. 
El panorama de los ríos Hudson y James de Peter Grano, pintado en aceite y acuarela, estuvo exhibido en la Sala de San Francisco en 1853. Dicho trabajo cubrió cerca de 3 mil metros de tela.

## Panoramas móviles "supervivientes"

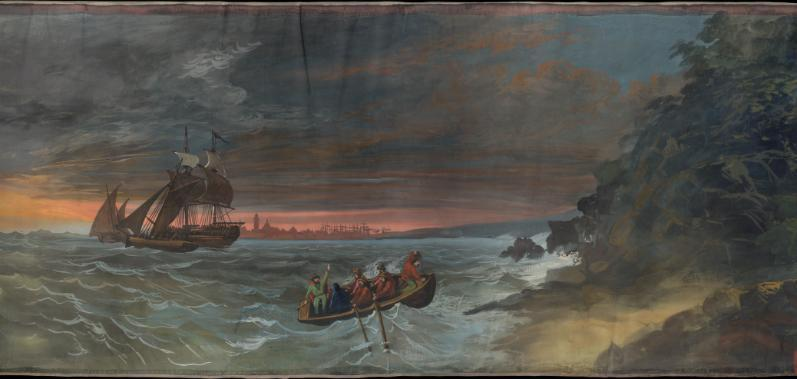
Escena 25 del Garibaldi Panorama (Brown Universidad)

Pocos son los panoramas móviles que nos han llegado actualmente, ya que hay asuntos de conservación que han imposibilitado su mostrado en formato original. El más notable panorama móvil que se conserva en Estados Unidos es el Gran Panorama Móvil del Progreso del Peregrino de Tom Hardiman, el cual fue encontrado almacenado en el Instituto de York, ahora el Museo Saco. Se descubrió con el objetivo de incorporar diseños por parte de los pintores principales de aquella época, incluyendo Jaspe Francis Cropsey, Frederic Edwin Church y Henry Courtney Selous.  Otro panorama significativo, "Viaje Ballenero alrededor del Mundo" de Russell y Purrington, se encuentra exponiéndose durante su conservación en la colección del Nuevo Museo Ballenero de Bedford. El Mormon Panorama de C.C.A. Christensen se localiza y conserva en el Museo Universitario de Arte de Brigham.
Otro panorama móvil fue donado en 2005 a la colección militar de Anne S.K.Brown en la Biblioteca Universitaria Brown. Este panorama, pintado en Nottingham, Inglaterra alrededor de 1860 por John James Story, describe la vida y carrera del gran patriota italiano Giuseppe Garibaldi (1807–1882). El panorama fue pintado por ambos lados y con acuarelas, cuyas medidas son aproximadamente de 43 metros de largo. Numerosas batallas y otros acontecimientos dramáticos en su vida están descritos a través de 42 escenas, además, el manuscrito original de la narración pervive.  Una sección del Panorama Móvil de Tejas y California (1851-1852), titulado "Salón Independiente en Washington-on-the-Brazos" es una exhibición en el  Museo Bullock de Historia Estatal de Tejas en Austin, Tejas. Este panorama fue comisionado por Levi Sala y pintado por Charles L. Smith. El panorama hizo su debut público en el Anfiteatro de Dan Rice en Charles Street, Nueva Orleans en mayo de 1852. Charles L.Smith pintó las escenas basadas en los dibujos y croquis proporcionados por James G. Benton, que ilustran episodios de la revolución de Tejas de 1835-1836 y de las misiones de San Antonio.